# Chotomów (przystanek kolejowy)
Chotomów – przystanek kolejowy w Chotomowie, w województwie mazowieckim, w Polsce.

## Ruch pasażerski[1]
| Rok  | Wymiana pasażerska na dobę |
| ---- | -------------------------- |
| 2017 | 1000-1500                  |
| 2018 | 1000-1500                  |
| 2019 | 2000-3000                  |
| 2020 | 1000-1500                  |
| 2021 | 1000-1500                  |
| 2022 | 1500-2000                  |
| 2023 | 1500-2000                  |

## Połączenia

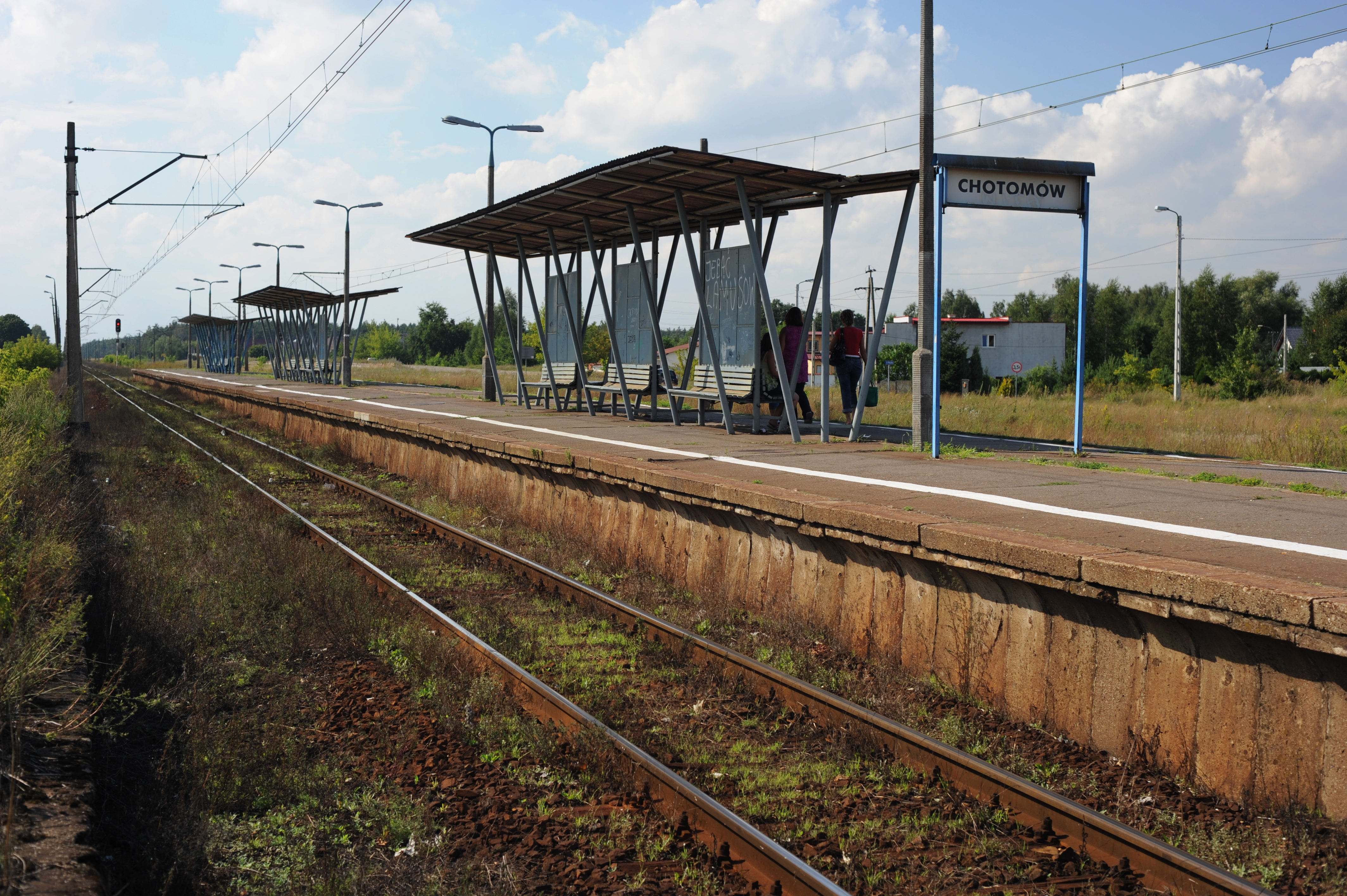
Stacja PKP w Chotomowie przed modernizacją

| Przewoźnik         | Linia | Trasa                                         |       |
| ------------------ | ----- | --------------------------------------------- | ----- |
| Koleje Mazowieckie | R90   | Warszawa Gdańska – Chotomów – Działdowo       | [ 4 ] |
| Koleje Mazowieckie | RL    | Warszawa Lotnisko Chopina – Chotomów – Modlin | [ 4 ] |